# Manfred Laubert
Manfred Alexander Karl Sigur Laubert (* 4. November 1877 in Frankfurt (Oder); † 3. Juli 1960 in Göttingen) war ein deutscher Historiker.

## Leben
Manfred Laubert wurde als Sohn des Realgymnasialdirektors Karl Laubert geboren. Er besuchte die von seinem Vater geleitete Bildungsanstalt an seinem Heimatort, an der er nach achteinhalbjähriger Schulzeit an Ostern 1895 – unter Dispens von allen Teilen der mündlichen Prüfung – das Abitur ablegte. Er studierte in Breslau, Zürich, Berlin und Leipzig, wo er Schüler von Karl Bücher war und im Jahr 1899 von dem Historiker Erich Marcks mit einer Arbeit zur Kritik der Quellen zur Schlacht bei Kunersdorf promoviert wurde. Nach dem Militärdienst folgte mehrjährige Archivarbeit in Posen und Berlin, als deren erstes Ergebnis er 1908 seine Studien zur Geschichte der Provinz Posen in der ersten Hälfte des 19. Jahrhunderts vorlegte. Mit der in diesem Band veröffentlichten Schrift Presse und Zensur in neupreußischer Zeit (1815–1847) habilitierte er sich in demselben Jahr 1908 an der Universität Breslau. Dort wurde dem Privatdozenten für Mittlere und Neuere Geschichte fünf Jahre später (1913) der Professorentitel verliehen. Nach der Teilnahme am Ersten Weltkrieg kam er – mit den Eisernen Kreuzen I. und II. Klasse sowie dem Hohenzollern-Hausorden mit Schwertern ausgezeichnet – 1919 nach Breslau zurück, wo er auf Grund eines besonderen Lehrauftrages auch über polnische Geschichte las und 1921 außerordentlicher Professor wurde. Als Laubert 1927 für den Breslauer Lehrstuhl des nach Köln gewechselten Johannes Ziekursch ins Gespräch gebracht wurde, befand der für Berufungsfragen im preußischen Unterrichtsministerium zuständige Ministerialrat Wolfgang Windelband: Laubert verdient zweifellos eine Anerkennung, aber das Breslauer Ordinariat kommt dafür nicht in Frage. Entsprechend vertrat der aus Breslau stammende Publizist und langjährige Polenkorrespondent der Vossischen Zeitung, Friedrich Wilhelm von Oertzen, der 1934 nachdrücklich das Fehlen eines Lehrstuhls für Polnische Geschichte in Deutschland beklagte, die zweifellos auch auf Laubert zu beziehende Meinung, man hätte wahrscheinlich nicht einmal die Wissenschaftler, die einen solchen Lehrstuhl […] im Augenblick wirklich auszufüllen vermöchten. 1938 wurde Laubert in seinem 61. Lebensjahr schließlich doch noch als Extraordinarius auf den bereits im November 1932 eingerichteten, bislang aber nicht besetzten Lehrstuhl für Polnische Geschichte an der Berliner Universität berufen. Hier war er vom Frühjahr 1944 bis zum Kriegsende beurlaubt, weil sich zu seinen Lehrveranstaltungen zur polnischen Geschichte keine Hörer mehr einfanden. Nach dem Zweiten Weltkrieg lehrte er noch an der Georg-August-Universität in Göttingen, wo er 1960 starb. Laubert, der von 1950 bis zu seinem Tod Mitglied des Johann Gottfried Herder-Forschungsrats war, wird zu den der Volksdeutschen Mittelstelle korporativ oder in freier Verbindung angegliederten Wissenschaftlern gerechnet, die ihre Forschungen gezielt den Erfordernissen bevölkerungspolitischer Planungsvorhaben der halbamtlich organisierten »Deutschtumspolitik« der NS-Zeit im Osten unterstellten; dabei sei er bereits zuvor als Vertreter einer extrem revisionistischen Geschichtswissenschaft in Erscheinung getreten.

## Betreute Promotionen (Auswahl)
- Alfred Lattermann (1924: Oberschlesien und die polnischen Aufstände im 19. Jahrhundert)[12]
- Hans Preuschoff (um 1930, zusammen mit Leo Santifaller: Das Verhältnis des ermländischen Fürstbischofs Johann Stanislaus Zbąski (1688–1697) zu seinem Domkapitel)[13]
- Ilse Schwidetzky (1934: Die polnische Wahlbewegung in Oberschlesien)[14]

## Ehrungen
- 1942: Clausewitz-Preis der Reichsstiftung für Deutsche Ostforschung.[2]
- 1943: Oberschlesischer Wissenschaftspreis.[15]
- 1953: Große Verdienstkreuz der Bundesrepublik Deutschland.

## Schriften
- Kritik der Quellen zur Schlacht bei Kunersdorf (12. August 1759). Diss. Leipzig 1900.
- Studien zur Geschichte der Provinz Posen in der ersten Hälfte des 19. Jahrhunderts. Lissa i. P., Posen 1908. Digitalisat Auszüge
- Nationalität und Volkswille im preußischen Osten. Hirt, Breslau 1925 (Digitalisat).
- Die Loslösung Schlesiens von Polen und die polnische Wissenschaft. (Sonderabdruck aus Der Oberschlesier. Jg. 14, Februar 1932) Raabe, Oppeln 1932 (Digitalisat).
- Die oberschlesische Volksbewegung. Beiträge zur Tätigkeit der Vereinigung heimattreuer Oberschlesier 1918–1921. Priebatsch, Breslau 1938 (Digitalisat).